# Gabriel Elorriaga Pisarik
Gabriel Elorriaga Pisarik, né le 11 juin 1962 à Madrid, est un homme politique espagnol membre du Parti populaire (PP).

## Biographie
Gabriel Elorriaga Pisarik naît le 11 juin 1962 à Madrid. Il est secrétaire d'État à l'Organisation territoriale de l'État entre 2000 et 2004, puis député de Madrid jusqu'en 2016.